# OSS 117 私を愛したカフェオーレ
『OSS 117 私を愛したカフェオーレ』（オーエスエス117わたしをあいしたカフェオーレ、OSS 117: Le Caire nid d'espions）は、2006年のフランスのスパイ・パロディ映画。監督はミシェル・アザナヴィシウス、出演はジャン・デュジャルダンとベレニス・ベジョなど。日本では2006年10月に開催された第19回東京国際映画祭で『OSS 117 カイロ、スパイの巣窟』のタイトルで上映され、2009年1月28日に『OSS 117 私を愛したカフェオーレ』のタイトルでDVDが発売された。吹き替えは『秘密結社鷹の爪』で有名なFROGMANが担当した。
2009年には続編『OSS 117 リオデジャネイロ応答なし』が公開された（日本では劇場未公開、WOWOWで放送後、『フレンチ大作戦 灼熱リオ、応答せよ』のタイトルでDVDが発売されている）。

## キャスト
※括弧内は日本語吹替。
- ユベール・ボニスール（OSS117） - ジャン・デュジャルダン (高木渉)
- レイモン・ペルティエ - フランソワ・ダミアン（フランス語版）（廣田行生）
- ラルミナ - ベレニス・ベジョ (かかずゆみ)
- プリンセス - オーレ・アッティカ（フランス語版）
- ジャック - フィリップ・ルフェーヴル（フランス語版）
- セーチン - コンスタンティン・アレクサンドロフ（フランス語版）（藤本譲）
- エジプトの大臣 - サイード・アマディス（フランス語版）
- ガルデンボロー - ローラン・バトー（フランス語版）
- 上司 - クロード・ブロッセ（フランス語版）（辻親八）

## 作品の評価

### 映画批評家によるレビュー
Rotten Tomatoesによれば、60件の評論のうち高評価は77%にあたる46件で、平均点は10点満点中6.7点、批評家の一致した見解は「この気の利いたスパイパロディは、政治と映画のしきたりを笑いにし、ジャン・デュジャルダンがお世辞がましく上品なニュー・ボンドを見事に演じている。」となっている。
Metacriticによれば、20件の評論のうち、高評価は15件、賛否混在は3件、低評価は2件で、平均点は100点満点中62点となっている。
アロシネによれば、メディアによる28件の評価の平均は5点満点中3.9点となっている。

### 受賞とノミネート
| 賞                 | 部門                             | 候補者                                                | 結果       |
| ------------------ | -------------------------------- | ----------------------------------------------------- | ---------- |
| 東京国際映画祭     | 東京サクラグランプリ             | ミシェル・アザナヴィシウス                            | 受賞       |
| シアトル国際映画祭 | ゴールデン・スペース・ニードル賞 | ミシェル・アザナヴィシウス                            | 受賞       |
| セザール賞         | 主演男優賞                       | ジャン・デュジャルダン                                | ノミネート |
| セザール賞         | 脚色賞                           | ミシェル・アザナヴィシウス ジャン＝フランソワ・アリン | ノミネート |
| セザール賞         | 撮影賞                           | ギョーム・シフマン                                    | ノミネート |
| セザール賞         | 美術賞                           | マーマル・エック・シーク                              | 受賞       |
| セザール賞         | 衣裳デザイン賞                   | シャルロット・デヴィッド                              | ノミネート |